# Bassemyam
Bassemyam, également appelé Bassiyam, est une localité située dans le département de Komsilga de la province du Kadiogo dans la région Centre au Burkina Faso. En 2006, cette localité comptait 1 378 habitants dont 52 % de femmes.

## Géographie
Bassemyam se trouve à 15 km au sud de Ouagadougou.

## Histoire
Louis-Gustave Binger le traverse le vendredi 15 juin 1888.
Bassemyam et treize autres villages de la province sont membres du plan de développement local (PDL) en partenariat avec la comité de jumelage de la commune française de Mirebeau. Cette association permet à la zone de se développer, elle aide la population locale aussi bien économiquement que techniquement grâce à des élèves d'un lycée poitevin (lycée pilote innovant international) qui mène une action humanitaire sur le terrain chaque anné

## Économie
L'activité de Bassemyam repose principalement sur l'agropastoralisme, favorisé par l'irrigation permise par le proche barrage de Boulbi. Il possède par ailleurs un marché très réputé sur la zone, celui-ci alterne avec les marchés de Kienfangué et d'un autre village et se réunit tous les trois jours dans ce même lieu.

## Santé et éducation
Bassemyam accueille un centre de santé et de promotion sociale (CSPS) tandis que le centre médical avec antenne chirurgicale (CMA) du secteur se trouve à Pissy, quartier de Ouagadougou.
Le village possède une école primaire publique.